# Shindy
Shindy, de son vrai nom Michael Schindler, né le 7 septembre 1988 à Bietigheim-Bissingen, est un rappeur allemand.

## Biographie
Michael Schindler a un père allemand et une mère grecque. Dans son enfance, il passe beaucoup de temps dans le restaurant de ses grands-parents grecs. Schindler commence à rapper à 14 ans. À 16 ans, le rappeur Jaysus le remarque et fait quelques morceaux avec lui.
En 2012, Shindy signe avec le label Ersguterjunge pour son apparition sur Finale wir kommen, écrite par Kay One, la chanson officielle de soutien à l'équipe d'Allemagne de football pour l'Euro 2012, qui atteint la 29e place des classements. En avril 2012, Kay One quitte Ersguterjunge en conflit avec le producteur Bushido. Shindy prend parti pour Bushido, car lui aussi a des griefs contre Kay One. Shindy signe avec le label pour le produire. Avec Bushido, il sort le single Panamera Flow. En mai 2013, il publie le titre Alkoholisierte Pädophile, dans lequel il accuse Kay One de ne pas lui avoir donné l'argent pour sa participation à l'album Prince of Belvedair mais surtout de pédophilie. Kay One répond en accusant du même fait Shindy et en particulier Bushido, pour avoir trompé sa femme avec une fille de dix-sept ans. Le conflit va s'envenimer dans la violence entre Kay One et Bushido.
Le 12 juillet 2013, Shindy sort son premier album NWA qui atteint la première place des ventes en Allemagne et en Autriche. Le clip de Stress ohne Grund obtient un million de clics sur YouTube au bout de 45 heures. Cela s'explique par la polémique sur la violence de l'œuvre envers les homosexuels, des artistes comme Oliver Pocher (en plus de Kay One) ainsi que des personnalités politiques comme Claudia Roth, Serkan Tören et Klaus Wowereit ; ces deux derniers portent plainte contre Bushido qui n'est pas condamné en raison de la liberté artistique. Pour la réédition de NWA, Shindy fait un duo avec Haftbefehl.
Le deuxième album de Shindy, FVCKB!TCHE$GETMONE¥, sort en octobre 2014. Il est de nouveau numéro un en Allemagne et en Autriche. Le 30 juin 2015, Bushido annonce un album en collaboration avec Shindy. Cla$$ic sort le 6 novembre et est numéro un des ventes en Allemagne et en Autriche.

## Discographie
- 2013 : NWA (réédition : NWA 2.0)
- 2014 : FVCKB!TCHE$GETMONE¥
- 2015 : Cla$$ic (en duo avec Bushido)
- 2016 : DREAMS
- 2019 : DRAMA
- 2023 : IN MEINER BLÜTE